# Euphonia hirundinacea
Eufónia-de-garganta-amarela ou gaturamo-de-garganta-amarela (Euphonia hirundinacea) é uma espécie de ave da família Fringillidae.  Pode ser encontrada no sudeste do México e em toda a América Central, com extensão que varia do sul de Belize ao oeste do Panamá. Habita principalmente regiões úmidas e secas, onde prefere as margens da floresta, bosques abertos e plantações sombreadas. Possui duas subespécies , a subespécie nomeada Euphonia hirundinacea hirundinacea e Euphonia hirundinacea gnatho . Este pequeno pássaro possui asas pontiagudas, bico curto e cauda curta. Os machos desta espécie têm partes superiores azul-preto brilhante e escura, excluindo uma coroa amarela e partes inferiores amarelas brilhantes, enquanto as fêmeas têm partes superiores verde-oliva e peito cinza-esbranquiçado e partes inferiores. Ele tem uma música estridente que alterna entre agudo e moderado e parece capaz de imitar algumas chamadas de outros pássaros. O Gaturamo-de-garganta-amarela é um frugívoro que se alimenta principalmente de bagas de visco, que engole por inteiro. Também foi observado alimentando-se de figos e bananas maduras. As datas de reprodução variam de março a agosto, dependendo da localidade. Pares reprodutores trabalham juntos para construir um ninho abobadado e visitam o ninho em pares para alimentar filhotes. Está listado como uma espécie de menor preocupação devido à sua população estável e grande variedade.

## Taxonomia
O Gaturamo-de-garganta-amarela é uma das 27 espécies do gênero Euphonia, que inclui  pássaros arbóreos restritos aos neotrópicos. Euphoniinae são caracterizadas pela ausência de uma moela associada a uma dieta frugívora altamente especializada e pela construção de ninhos abobadados em forma de globo com uma entrada lateral. As eufonias exibem dimorfismo sexual, onde os machos são azuis iridescentes escuros nas partes superiores e amarelos no lado ventral, e as fêmeas são tipicamente de cor verde-oliva acima e amarelo ou cinza abaixo. O gênero Euphonia é parafilético e era tradicionalmente considerado parte da família Thraupinae. No entanto, análises filogenéticas recentes usando DNA mitocondrial demonstraram que Euphonia e Chlorophonia formavam um grupo monofilético distinto do resto das Thraupinae, que concorda com a morfologia e com as diferenças comportamentais entre Euphonia e Chlorophonia e os Tanagers.  Estudos moleculares posteriores identificaram que as eufonias pertenciam aos Fringillidae e, especificamente, podem ser colocadas como irmãs dos Carduelinae. A presença de um ramo inteiramente sul-americano dentro dos Fringillidae, existentes principalmente no Velho Mundo, sugere que o histórico familiar de Gaturamos  passou por dispersões intercontinentais significativas, com as eufonias se adaptando a um nicho ecológico diferente nos neotrópicos. Duas subespécies são reconhecidas, a subespécie nomeada Euphonia hirundinacea hirundinacea e Euphonia hirundinacea gnatho.

## Baixo risco de extinção
Atualmente, o Gaturamo-de-garganta-amarela é listada como uma espécie de menor preocupação devido a uma tendência atual de possuir uma população estável, falta de evidências de declínio de membros adultos da espécie e uma grande faixa estimada de 1.440.000 km². Observou-se que o gaturamo-de-garganta-amarela foi mantida em gaiolas em San Jose, Costa Rica em 1892. Contudo, há uma falta de informações sobre as relações atuais com os seres humanos. Acredita-se que sejam tolerantes à perturbação do habitat, pois geralmente ocupam plantações, segundo crescimento e florestas. Eles foram observados nidificando perto de habitações humanas, em margens de estradas de terra a cerca de 1 a 3,5 m acima do solo, bem como em postes de cerca em decomposição.